# Samsung Galaxy Z Fold 2
Il Samsung Galaxy Z Fold 2 è uno smartphone pieghevole basato su Android sviluppato da Samsung Electronics per la serie Galaxy Z, ed è successore del Samsung Galaxy Fold. È stato annunciato il 5 agosto 2020 insieme al Samsung Galaxy Note 20, al Samsung Galaxy Tab S7, ai Galaxy Buds Live e al Galaxy Watch 3. Samsung ha successivamente rivelato i dettagli sui prezzi e sulla disponibilità il 1º settembre 2020. È il terzo dispositivo pieghevole Samsung in ordine cronologico e tra i modelli di punta della serie in quanto ha risolto diversi problemi riscontrati nel modello precedente.

## Specifiche

### Design
A differenza del precedente Fold, che aveva uno schermo interamente in plastica, il Galaxy Z Fold 2 monta a protezione del display interno un "vetro ultrasottile" di 30 μm (0,0012 pollici) con uno strato di plastica come su Z Flip, prodotto da Samsung con materiali di Schott AG; il Gorilla Glass convenzionale viene utilizzato per i pannelli posteriori con telaio in alluminio. Il meccanismo di cerniera utilizza fibre di nylon progettate per impedire a polvere e altri detriti di penetrare negli strati del display; è autoportante da 75 a 115 gradi. Il pulsante di accensione è incorporato nel telaio e funge anche da sensore di impronte digitali, con i tasti del volume situati appena sopra. Il dispositivo sarà disponibile in due colori, Mystic Bronze e Mystic Black, così come il modello in edizione limitata Thom Browne. In determinate regioni, gli utenti saranno in grado di personalizzare il colore della cerniera al momento dell'ordine sul sito web di Samsung.

### Hardware
Il Galaxy Z Fold 2 contiene due schermi: la sua cover anteriore utilizza un display da 6,23 pollici al centro con cornici minime, significativamente più grande del display da 4,6 pollici del suo predecessore, e il dispositivo può aprirsi per esporre un display da 7,6 pollici, con un ritaglio circolare in alto al centro a destra che sostituisce la tacca insieme a un bordo più sottile. Entrambi i display supportano HDR10+; il display interno beneficia di una frequenza di aggiornamento adattiva di 120 Hz come la serie S20 e Note 20 Ultra.
Il dispositivo ha 12 GB di RAM LPDDR5 e 256 o 512 GB di UFS 3.1 non espandibile. È alimentato dal Qualcomm Snapdragon 865+, che viene utilizzato in tutte le regioni (a differenza di altri telefoni Samsung che sono stati suddivisi tra Snapdragon e chip Exynos interni di Samsung a seconda del mercato). Utilizza due batterie divise tra le due metà, per una capacità di 4500 mAh leggermente superiore; la ricarica rapida è supportata tramite USB-C fino a 25 W o in modalità wireless tramite Q.I. fino a 11 W. Questo contiene 5 fotocamere, tra cui tre obiettivi posteriori (12 megapixel, 12 megapixel teleobiettivo e 12 megapixel ultra grandangolare), oltre a una fotocamera frontale da 10 megapixel sul coperchio e una seconda fotocamera frontale da 10 megapixel sullo schermo interno.

### Software
Il Galaxy Z Fold 2 è fornito con Android 10 e il software One UI 2.5 di Samsung; grazie a una modalità multi-finestra migliorata, è possibile visualizzare contemporaneamente fino a tre app supportate sullo schermo. Le app aperte sullo schermo più piccolo possono espandersi nei loro layout più grandi e orientati al tablet quando l'utente apre il dispositivo. Inoltre, le app supportate ora avranno automaticamente una visualizzazione a schermo diviso con una barra laterale e un riquadro dell'app principale. La novità di Z Fold 2 è la funzionalità a schermo diviso, chiamata "Modalità Flex", compatibile con alcune app come YouTube e Google Duo insieme alle app native di Samsung.
A partire da gennaio 2021 inizia a ricevere l'aggiornamento ad Android 11 con interfaccia One UI 3.0, passata alla versione 3.1 a febbraio e alla versione 3.1.1 nei mesi successivi.
Fra dicembre 2021 e gennaio 2022, comincia a ricevere l'aggiornamento ad Android 12 con One UI 4.0, passata poi a marzo alla versione 4.1 e da settembre alla versione 4.1.1.

### Altri modelli
Oltre all'edizione Thom Browne, nel novembre 2020 Samsung ha presentato il Samsung W21 5G, un'altra versione di lusso di Z Fold 2, disponibile esclusivamente per il mercato cinese. Il telefono è identico alle sue controparti, in termini di design e specifiche, ad eccezione di una struttura leggermente più alta e di due slot per schede SIM. Il telefono è dotato di un esclusivo colore "Glitter Gold", che consiste in una pellicola ottica a livello nanometrico a sette strati attaccata al retro in vetro che ha creste verticali per una maggiore consistenza.

## Galleria d'immagini

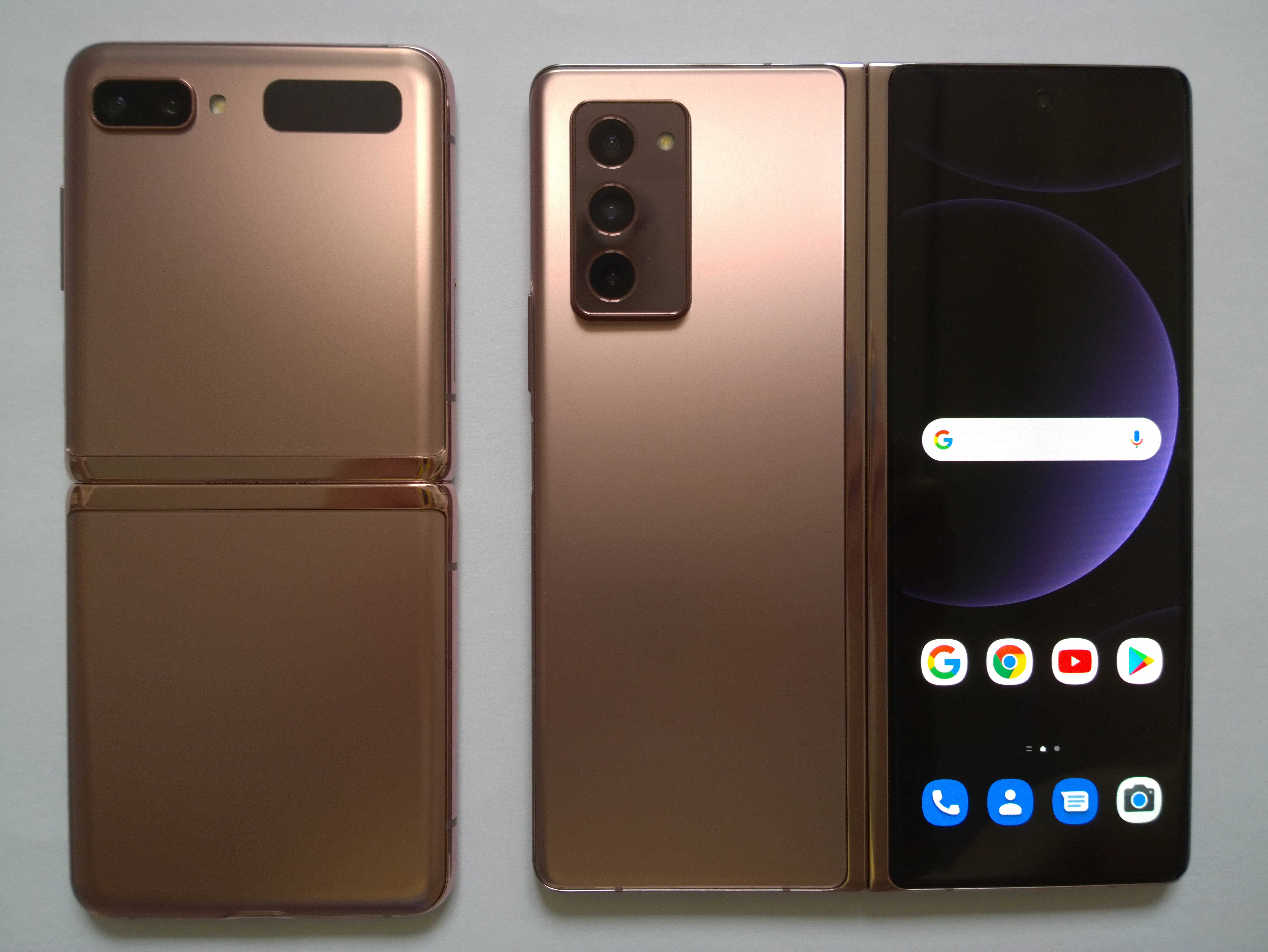
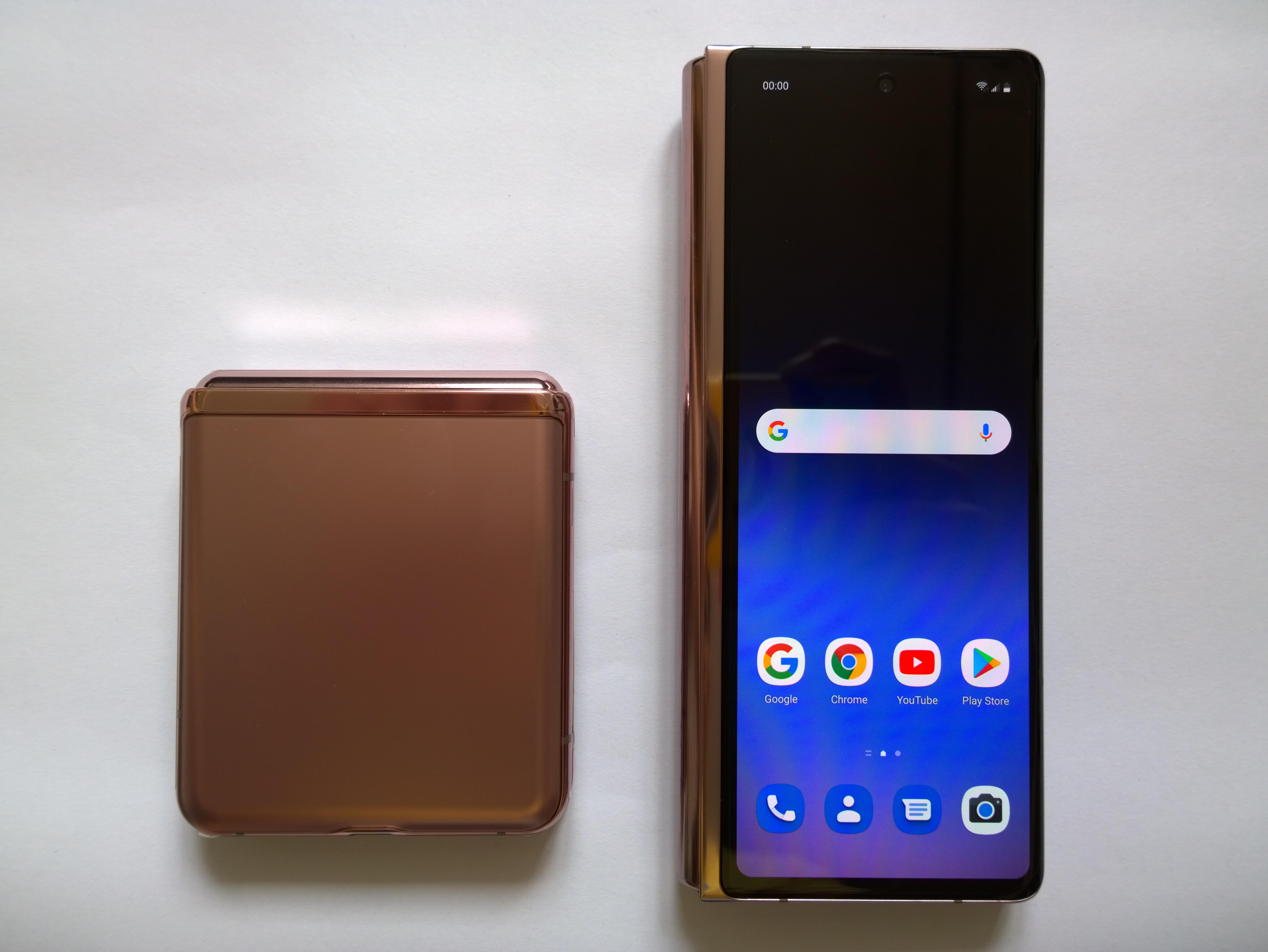
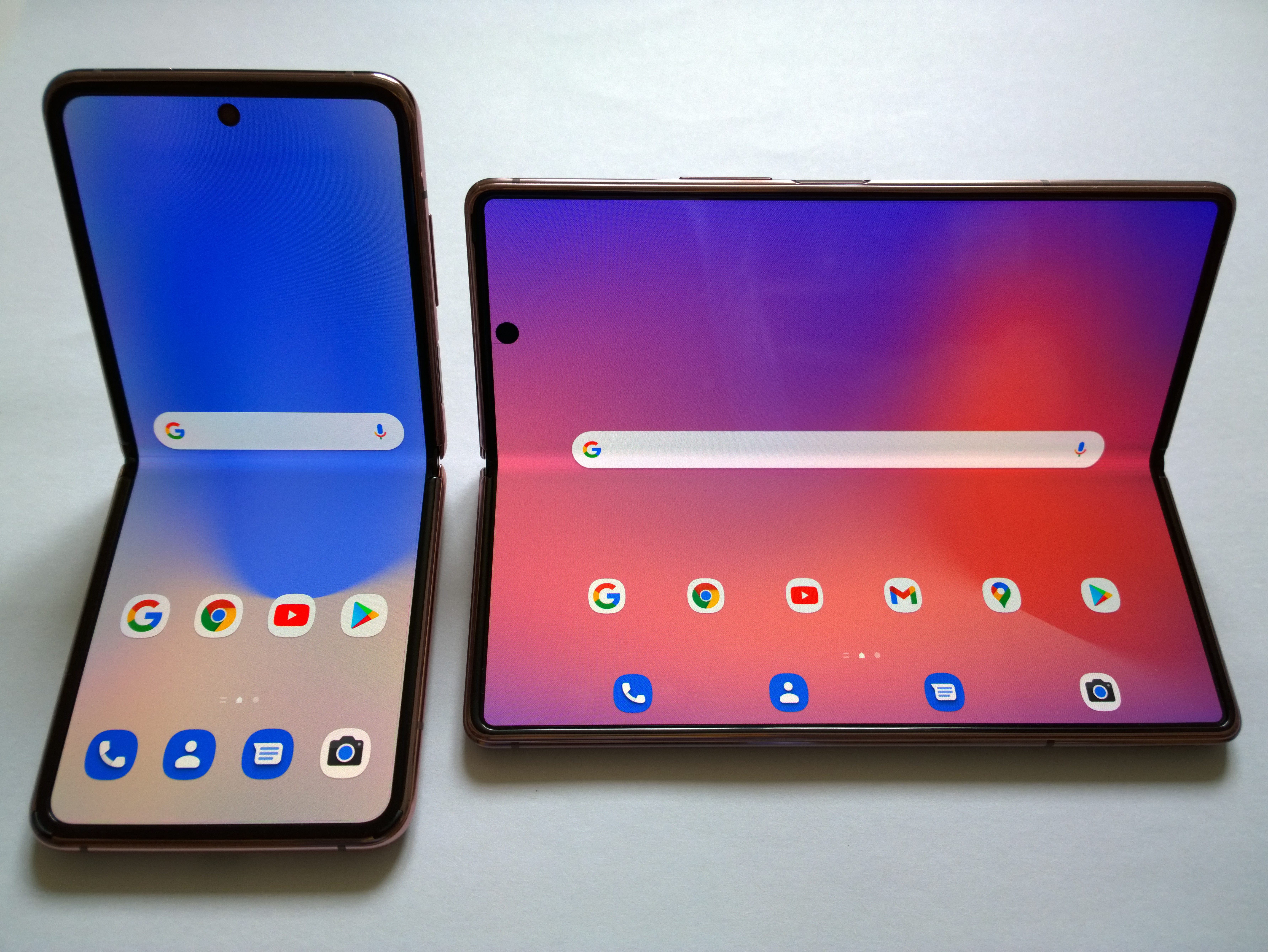
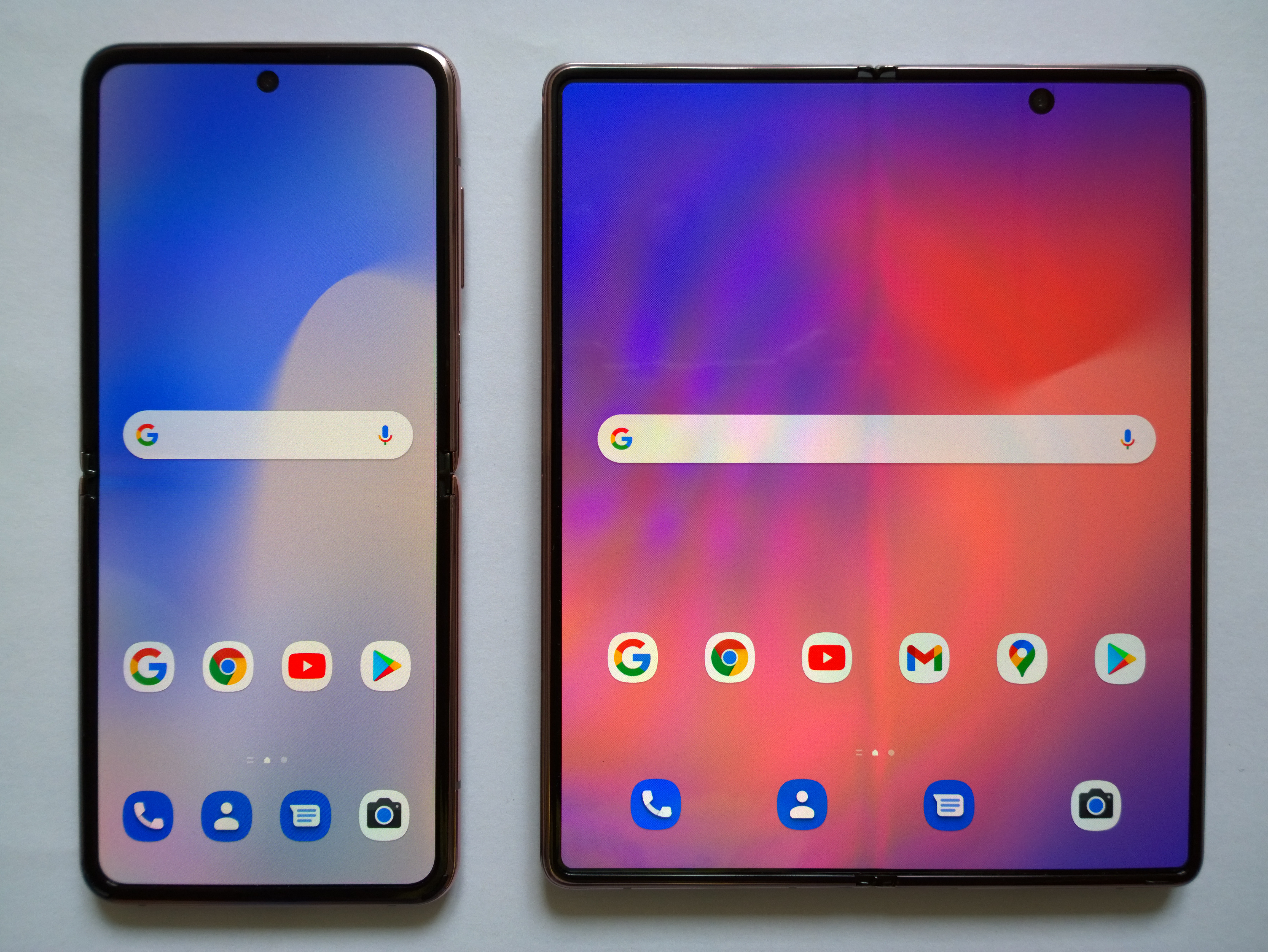